# Витмарсум
Витмарсум (порт. Witmarsum) — муниципалитет в Бразилии, входит в штат Санта-Катарина. Составная часть мезорегиона Вали-ду-Итажаи. Входит в экономико-статистический  микрорегион Риу-ду-Сул. Население составляет 3020 человек на 2006 год. Занимает площадь 150,798 км². Плотность населения — 20,0 чел./км².

## История
Город основан в 1924 г. иммигрантами из немецких колоний Африки и получил первоначально название Новая Африка (Nova África). В 1930 г. в поселение прибыли многочисленные переселенцы из Советского Союза (прежде всего из Сибири и Украины), — бежавшие от коллективизации меннониты. В честь основателя религиозного учения, к которому они принадлежали — Менно Симонса, они дали колонии нынешнее название, по имени деревушки Витмарсум в Нидерландах, где родился Симонс. Статус города колония получила 15 июня 1962 года.

## Статистика
- Валовой внутренний продукт на 2003 составляет 27 147 961,00 реалов (данные: Бразильский институт географии и статистики).
- Валовой внутренний продукт на душу населения на 2003 составляет 8684,57 реалов (данные: Бразильский институт географии и статистики).
- Индекс развития человеческого потенциала на 2000 составляет 0,807 (данные: Программа развития ООН).

## География
Климат местности: субтропический. В соответствии с классификацией Кёппена, климат относится к категории Cfa.